# Новоурупское
Новоурупское (бывш. Либенталь, нем. Liebental; также Ливонское) — село в Успенском районе Краснодарского края. Входит в состав Трёхсельского сельского поселения.

## Варианты названия
- Ливенталь[2],
- Левенталь[2],
- Ливонское (Лёвенталь)[3],
- Ново-Урупское[3].

## География
Село расположено на правом берегу Урупа, в равнинной зоне, в 4 км к югу от центра сельского поселения — села Трёхсельское.
Выше по течению (южнее) расположено село Пантелеймоновское, ниже — хутор Воронежский, на противоположном берегу реки — станица Бесскорбная.

## История
Основано в 1874 году эстонскими переселенцами.
По другим сведениям современное селение основано в 1912 году.
Первоначально на его месте находилось немецко-эстонское село Либенталь, в котором по данным за 1897 год проживало 987 человек. До 1917 года населённый пункт входил в состав Баталпашинского/Урупского отдела Кубанской области.
15 мая 1915 года селение Ливонское Баталпашинского отдела переименовано в селение Юрьевское. По всей видимости в начале 1920-х годов селу было возвращено прежнее название. Но уже в 1936 году оно вновь было переименовано — в Ново-Урупское.

## Население
| 1897 | 1912 | 2002 | 2010 |
| ---- | ---- | ---- | ---- |
| 987  | ↘285 | ↗647 | ↘580 |